# Tunnel di Ezechia

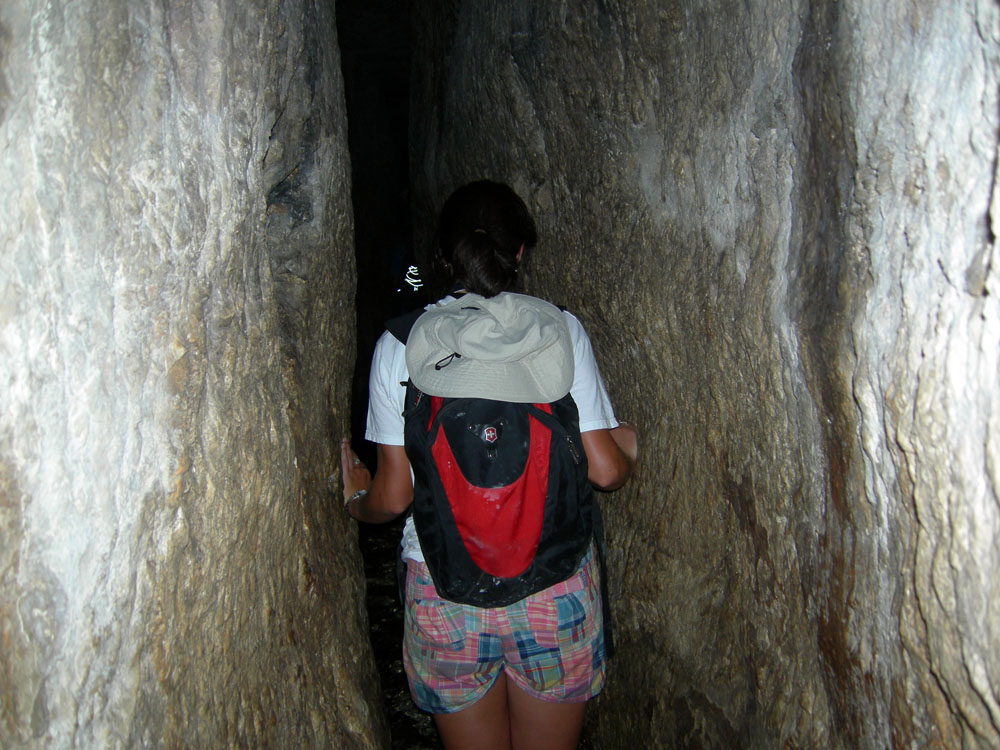

Il tunnel di Ezechia è una galleria scavata sotto l'Ophel nella Gerusalemme orientale sotto il regno di Ezechia (c. 700 a.C.). Il tunnel mette in comunicazione la sorgente di Gihon con il pozzo di Siloam, ed aveva lo scopo di fungere da acquedotto per fornire d'acqua Gerusalemme durante l'imminente assedio della città da parte degli Assiri guidati da Sennacherib. Lo scavo è lungo circa 533 metri e tramite un leggero dislivello tra le due terminazioni della galleria, convoglia l'acqua dall'oasi al pozzo.

## Storia
Secondo un'iscrizione ritrovata nel tunnel, la cosiddetta iscrizione di Siloam, esso venne scavato da due gruppi differenti, che lavorarono separatamente incontrandosi a mezza via. È evidente dalla natura stessa dello scavo che vennero fatti diversi tentativi prima di riuscire a trovare la giusta direzione dove scavare. 
Recenti scoperte hanno portato al ritrovamento di un ulteriore tunnel - noto come canale Warren - e suggeriscono che il tunnel potrebbe essere stato il frutto dell'allargamento di una fenditura naturale preesistente o (karst).

## Funzione ed origine del tunnel
L'Ophel, essendo un monte, era naturalmente difendibile da ogni fianco, ma presentava un punto debole nel fatto che la sua principale risorsa di acqua corrente, l'oasi di Gihon, si trovasse sulla cima che si affaccia sulla valle di Kidron. Questo comportava militarmente il problema di dover lasciare l'oasi al di fuori delle mura cittadine, lasciando la città priva di acqua fresca nel caso di assedio.
La Bibbia narra che re Ezechia (c. VIII secolo a.C.), temendo che gli Assiri volessero mettere Gerusalemme sotto assedio, bloccò il flusso delle risorse d'acqua all'esterno della città e le dirottò attraverso un canale nel pozzo di Siloam:
Ezechia chiuse l'apertura superiore delle acque del Ghicon, convogliandole in basso verso il lato occidentale della Città di Davide. (Secondo libro delle cronache, 32:30)
Nel 1899, venne scoperto un ulteriore tunnel, che conduceva anch'esso dalla sorgente di Gihon al pozzo di Siloam, ma in maniera molto più diretta. Quest'ultimo è ora noto come canale della Media Età del Bronzo, in riferimento all'età a cui è stato fatto risalire; lo studioso Reich ha stabilito che esso venne costruito intorno al 1.800 a.C., durante la (Media Età del Bronzo), per cui l'acqua della sorgente veniva deviata già secoli prima dell'epoca di Ezechia. Si tratta di uno scavo profondo venti piedi, che dopo la costruzione venne ricoperto con delle ampie lastre di roccia (che venivano a quel tempo nascoste dal fogliame). Esso è molto più stretto delle altre gallerie, ma può essere percorso da una persona per gran parte della sua lunghezza. Il tunnel di Ezechia agisce da rimpiazzo di questo primo passaggio, poiché il pericolo che il nemico potesse scoprire le pietre di copertura era un rischio troppo grande da correre durante un assedio.